# Кисома Глухая
Кисома Глухая — река в России, протекает по Пошехонскому району Ярославской области. Правый приток Согожи.
Река Кисома Глухая течёт через сосново-берёзовые леса. Устье реки находится у деревни Лучкино в 79 км по правому берегу реки Согожа. Длина реки составляет 15 км, площадь водосборного бассейна — 68,9 км².

## Данные водного реестра
По данным государственного водного реестра России относится к Верхневолжскому бассейновому округу, водохозяйственный участок реки — Рыбинское водохранилище до Рыбинского гидроузла и впадающие в него реки, без рек Молога, Суда и Шексна от истока до Шекснинского гидроузла, речной подбассейн реки — Реки бассейна Рыбинского водохранилища. Речной бассейн реки — (Верхняя) Волга до Куйбышевского водохранилища (без бассейна Оки).
Код объекта в государственном водном реестре — 08010200412110000009809.